# Antoni de Paula Capmany i Borri
|  | Per a altres significats, vegeu «Antoni de Capmany de Montpalau i de Surís». |

Antoni de Paula Capmany i Borri (Barcelona, 25 d'octubre de 1858 - 8 d'octubre de 1912) va ser un empresari, catalanista i mecenes català. És una de les figures clau del moviment de la renaixença al segle xix.

## Biografia
Va néixer el 25 d'octubre a Barcelona, fill de Josep Capmany i Carreras i d'Eulàlia Borri i Viñas, ambdós de Barcelona. Va ser inscrit amb els noms d'Antoni de Paula Francesc de Paula Joan Maria del Remei i Magin. Ja de molt jove, va traslladar-se cap a Sabadell on visqué a casa d'un oncle, un industrial sabadellenc, i estudià als Escolapis de Sabadell.
El seu activisme catalanista començà el 1879, quan tenia a penes 21 anys, quan fundà a Sabadell el Centre Literari Catalanista, predecessor del Centre Catalanista. El 1885 participà en la comissió presidida per Ferran Alsina i Parellada que el 10 de març presentà al rei Alfons XII el Memorial de greuges. Va ser cofundador de la Unió Catalanista, participà en el consistori dels Jocs Florals de Barcelona el 1892 i a la magna assemblea de les Bases de Manresa. Fou entre entre d'altres un dels promotors de la creació de l'Orfeó Català, l'Orfeó de Sabadell, el Centre Català. Convençut de la necessitat d'una eina de comunicació, va dirigir el setmanari Lo Catalanista, que des de 1897 transformà en diari, i altres publicacions com Acció Catalana i Diari de Sabadell i contribuí a La Renaixença. Es dedicà a la premsa catalana per ideal, sense esperança de lucre.
La construcció de l'edifici del Centre Català de Sabadell a la Rambla, inaugurat el mateix any, també fou una iniciativa seva. Es solidaritzà amb altres moviments nacionalistes, amb Galícia, Grècia i el País Basc. El 1897 va escriure al rei Jordi I de Grècia per congratular-lo per la seva ajuda als insurrectes de Creta contra el domini turc: «Catalunya […] que massa ha tingut de saber, per desgràcia nostra, lo que es una dominació estrangera, per a no aburrirla sempre mes i á tot arreu ahont sia, tant si ve de turchs com de cristians». Fora de la cultura, també defensava la indústria catalana, amenaçada d'un tractat d'Espanya amb Alemanya el 1886 i s'oposava al centralisme en la política econòmica que «rabassa la vida á totas las industrias».
A l'editorial, en ocasió del setè aniversari de Lo Catalanista, va escriure el 1894: «Ferms com una roca, sostenim avui com ahir el lema de les llibertats catalanes, i ni ens han abatut les malvolences ni ens han cansat les contrarietats. Som apòstols d'una causa que és tota amor.» El 1895: «Nostra obra és obra d'anys i anys, serà l'obra dels nostres fills i potser dels nostres nets.»
Una altra de les seves lluites va ser l'acció pel retorn del català en les esglésies i altres institucions, on havia estat bandejat. «No podré anar a l'església, si m'han de ferir així els meus sentiments catalans». Va participar activament en el moviment reivindicatiu Solidaritat Catalana.
Morí a Barcelona el 8 d'octubre de 1912 (als 53 anys) i va ser sebollit a la vella necròpolis de la mateixa ciutat, «cobert de la bandera barrada i seguit de llarga corrua de companys i admiradors.»

## Uns parlaments destacats
- Lo regionalisme i proteccionalisme, conferència donada en lo Centre Català de Sabadell lo dia 27 de desembre de 1893, Sabadell, Imprenta Litografía y Enquadernació de Joan Comas, 1894, 16 pàgines
- Les bases de Manresa, setembre 1892
- La necessitat de reorganitzar els antics gremis de Catalunya, (1895)